# Badi Assad
Badi Assad (sinh ngày 23 tháng 12 năm 1966) là nữ ca sĩ kiêm sáng tác nhạc, nghệ sĩ guitar theo dòng nhạc jazz và world music.

## Thời thơ ấu
Assad sinh ra tại thành phố São João da Boa Vista, thuộc bang São Paulo, Brasil, nhưng sống ở Rio de Janeiro cho đến khi bà được 12 tuổi. Cha của bà, ông Jorge Assad, gốc Liban, là một nghệ sĩ chơi đàn mandolin. Hai người anh trai của bà là Sérgio Assad và Odair Assad cũng là nghệ sĩ đàn guitar trong ban nhạc Duo Assad.

## Sự nghiệp
Assad học chơi đàn guitar tại Đại học Rio de Janeiro, bà từng thắng giải trong cuộc thi cho các nghệ sĩ chơi nhạc cụ trẻ ("Concurso Jovens Instrumentistas for Young Musicians") tại Rio de Janeiro vào năm 1984. Năm 1986, bà gia nhập Đoàn nhạc guitar Rio de Janeiro do nghệ sĩ Turíbio Santos làm nhạc trưởng.
Bà phát hành album phòng thu đầu tay mang tên Dança dos Tons vào năm 1988. Năm 1989, bà được chọn trong số 200 người phụ nữ khác để tham gia trong vở nhạc kịch Mulheres de Hollanda của biên kịch Tatiana Cobbett. Assad cũng từng xuất hiện trong buổi hòa nhạc Heineken Concerts năm 1992 cùng với Raul de Souza và Heraldo do Monte, và năm 1993 cùng với Rafael Rabello, Dori Caymmi và Marisa Monte.
Từ năm 1998 đến năm 2001, do bị bệnh loạn trương lực cơ (focal dystonia), bà đã không thể hoạt động âm nhạc. Tuy nhiên, sau đó bà đã hồi phục và cho ra mắt album hợp tác với Jeff Young vào năm 2002, lấy tên Nowhere. Một năm sau, vào 2003, bà phát hành album 3 Guitars dưới nhãn đĩa Chesky cùng với hai nghệ sĩ guitar khác là Larry Coryell và John Abercrombie.